# 韦尔沃泽勒
韦尔沃泽勒（法語：Vervezelle，法語發音：[vɛʁvəzɛl]）是法国大東部大區孚日省的一个市镇，属于孚日圣迪耶区。

## 地理
韦尔沃泽勒（48°13'18"N, 6°44'21"E）面积1.92 平方千米，位于法国大東部大區孚日省，该省份为法国东北部内陆省份，北起默兹省和默尔特-摩泽尔省，西接上马恩省，南至上索恩省和贝尔福地区省，东临上莱茵省和下莱茵省。
与韦尔沃泽勒接壤的市镇（或旧市镇、城区）包括：比唐河畔贝尔蒙、布鲁沃略尔、布吕耶尔、栋凡。

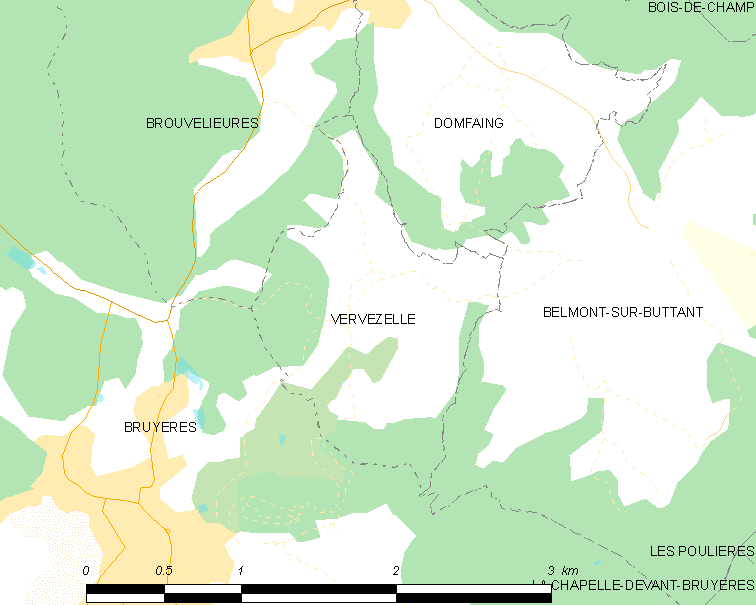
韦尔沃泽勒的OSM定位图

韦尔沃泽勒的时区为UTC+01:00、UTC+02:00（夏令时）。

## 行政
韦尔沃泽勒的邮政编码为88600，INSEE市镇编码为88502。

## 政治
韦尔沃泽勒所属的省级选区为布吕耶尔县。

## 人口

1962-2008年间韦尔沃泽勒人口变化图示

韦尔沃泽勒于2022年1月1日时的人口数量为117人。